# Menoceras
Menoceras és un gènere extint de rinoceronts. El gènere inclou dues espècies, M. barbouri i M. arikarense, que visqueren a Nord-amèrica durant el Miocè inferior.

## Aspecte i estil de vida
Menoceras es caracteritzava per les dues banyes que tenia al musell, ambdues de la mateixa mida. Tanmateix, les banyes dels rinoceronts es componen de ceratina i no es fossilitzen, de manera que són les rugositats (els punts en què les banyes s'uneixen al crani) les que ho demostren. Els mascles tenien banyes però les femelles no. Menoceras era un rinoceront relativament petit i esvelt amb constitució d'ovella o porc, però era un bon corredor.

## Fòssil
Se n'han trobat fòssils a Texas, Nou Mèxic, Califòrnia, Colorado, Nebraska, Florida i Panamà. En alguns llocs se n'han trobat molts fòssils junts, cosa que suggereix que vivia en ramats.